# ハル・フォスター
ハロルド・フォス・ハル・フォスター（1955年8月13日 - ）は、アメリカ合衆国の美術評論家兼歴史家である。フォスターはプリンストン大学、コロンビア大学、およびニューヨーク市立大学で教育を受けた。フォスターは1991年から1997年までコーネル大学で教え、1997年以降はプリンストン大学の教員を務めている。1998年にはグッゲンハイム・フェローシップを受賞した。
フォスターの批評はポストモダニズムにおけるアヴァンギャルドの役割に焦点を当てている。1983年に彼は『The Anti-Aesthetic: Essays on Postmodern Culture』を編集し、これはポストモダニズムにおける画期的なテキストである。1985年の『Recodings』では、アヴァンギャルドの歴史に関わりながら同時に現代社会にコメントするポストモダニズムのビジョンを推進した。1996年の『The Return of the Real』では、各サイクルが前のサイクルの避けられない失敗を改善する歴史的再帰のモデルを提案した。彼は美術批評家としての役割と歴史家としての役割を補完的なものとして捉えている。

## 初期の生と教育
フォスターは1955年8月13日にワシントン州シアトルで生まれた。フォスターの父はフォスター・ペッパー・アンド・シェフェルマン法律事務所のパートナーであった。フォスターはシアトルのレイクサイドスクールに通い、そこでマイクロソフトの創設者であるビル・ゲイツと同級生であった。
彼は1977年にプリンストン大学で英文学のA.B.学位を取得し、106ページの卒業論文「Ted Hughes and Geoffrey Hill: Two Poets in a Tradition」を完成させた。1979年にはコロンビア大学で英文学の修士号を取得した。1990年にはニューヨーク市立大学で美術史の博士号を取得し、ロザリンド・クラウスの指導の下でシュルレアリスムに関する論文を執筆した。

## キャリア
プリンストンを卒業後、フォスターはニューヨーク市に移り、1977年から1981年までアートフォーラムで働いた。その後、アート・イン・アメリカの編集者を務め、1987年にはホイットニー美術館の批評・キュレーション研究ディレクターに就任した。
1982年に、レイクサイドスクールの友人がフォスターの書いた子供向けの本『The Mink's Cry』を出版するためにベイ・プレスを設立した。翌年、ベイ・プレスはフォスターが編集したポストモダニズムに関するエッセイ集『The Anti-Aesthetic: Essays on Postmodern Culture』を出版し、これはポストモダニズムの重要なテキストとなった。1985年には、ベイ・プレスはフォスターの初のエッセイ集『Recodings』を出版した。『The Anti-Aesthetic』と『Recodings』はそれぞれベイ・プレスの最も売れたタイトルと、2番目に売れたタイトルであった。フォスターは1985年にゾーン・ブックスを設立し（設立メムバーには、他にジョナサン・クレーリーがいた）、1992年までその編集者であった。
1991年、フォスターはホイットニー美術館を辞め、コーネル大学の美術史学部の教員に就任した。同年、彼は学術誌「オクトーバー」の編集者となり、2023年までその編集委員であった。
1997年にはフォスターの母校であるプリンストン大学の美術・考古学部の教員に加わった。2000年にはプリンストン大学のタウンゼント・マーティン教授に就任した。2005年から2009年まで美術・考古学部の部長を務めた。2011年9月には、プリンストン大学建築学部の新しい学部長を探すための選考委員会に任命された。フォスターはウィルソン・カレッジの教員フェローでもある。
フォスターは1998年にグッゲンハイム・フェローシップを受賞した。2010年にはアメリカ芸術科学アカデミーの会員に選出され、クラーク美術館からクラーク賞を授与された。2011年春にはベルリンのアメリカ・アカデミーからベルリン賞フェローシップを受賞した。2013年から2014年にかけて、ロンドンのキャンバーウェル・カレッジ・オブ・アーツの実務者として任命された。

## 批評
フォスターは『The Anti-Aesthetic』（1983年）の序文で、ポストモダニズムにおける資本主義への共謀と抵抗の区別を述べている。この書籍には、ジャン・ボードリヤール、ダグラス・クリンプ、ケネス・フランプトン、ユルゲン・ハーバーマス、フレドリック・ジェイムソン、ロザリンド・クラウス、クレイグ・オーウェンス、エドワード・サイード、グレゴリー・L・ウルマーの寄稿が含まれている。
『Recodings』（1985年）において、フォスターはポストモダニズムにおけるアヴァンギャルドの役割に焦点を当てた。彼は、アヴァンギャルドの歴史的な根を引き継ぎながらも、現代の社会的および政治的批判に関与するポストモダニズムを提唱した。これは、より美的に伝統的で商業的に有望なモードのためにアヴァンギャルドを放棄する「多元的」衝動に反対するものであった。彼は、ダラ・バーンバウム、ジェニー・ホルツァー、バーバラ・クルーガー、ルイーズ・ローラー、シェリー・レヴィーン、アラン・マッコラム、マーサ・ロスラー、クシシュトフ・ヴォディチコ(Krzysztof Wodiczko)など、このビジョンを具現化すると考えたアーティストを推進した。フォスターは、ポストモダニズムの芸術の範囲をギャラリーや美術館からより広い公共の場所へ、絵画や彫刻から他のメディアへと拡大することを支持した。フォスターは、観客のバックグラウンドの多様性と、専門知識への敬意の欠如をアヴァンギャルドへの重要な貢献と見なした。
1990年代半ばには、フォスターは歴史的関与と現代的批判の間のアヴァンギャルド内の弁証法が崩壊したと考えるようになった。彼の見解では、後者が前者よりも優先され、関心が質よりも高まったのである。1996年の『The Return of the Real』において、カール・マルクスのG.W.F.ヘーゲルに対する反応をモデルにし、1974年の『Theory of the Avant-Garde』でペーター・ビュルガーが述べた、「新アヴァンギャルドは歴史的アヴァンギャルドのプロジェクトや成果の繰り返しに過ぎず、したがって失敗であるという主張」〔ペーター・ビュルガー『アヴァンギャルドの理論』翻訳 浅井健二郎, ありな書房 1987/1/1〕に反論しようとした。フォスターのモデルは、ジークムント・フロイトの「遅延行動」の概念に基づいていた。フォスターは、マルセル・デュシャンなどの人物を含む最初のアヴァンギャルド潮流の失敗を認めたが、歴史的参照を通じて初回には理解されなかった側面を取り入れることで、将来の波が初期のものを救うことができると主張した。ゴードン・ヒューズはこの理論をジャン＝フランソワ・リオタールの理論と比較している。
フォスターは視覚文化の分野を批判し、その「緩さ」を非難している。1999年の「ソーシャル・テクスト」誌の記事で、ダグラス・クリンプはフォスターに反論し、アヴァンギャルドの概念と『The Return of the Real』におけるアンディ・ウォーホルの作品の性的アイデンティティの扱いを批判した。さらに、この批判性はフォスターの著書『Design and Crime』（2002年）において、デザインの実践と分野の両方に広がっている。
フォスターは、ポストモダニズムに従って、美術評論家としての役割と美術史家としての役割を相互に対立するものではなく、補完的なものと見なしている。『Journal of Visual Culture』に掲載されたインタビューで、フォスターは「批評的な仕事を歴史的な仕事に対立するものとして見たことはない。多くの人と同じように、両者を並行して、緊張感を持って取り組むようにしている。批評のない歴史は不活性であり、歴史のない批評は方向性がない」と述べている。

## 主な著作
- Foster, Hal (1982). The mink's cry. Bay Press
- Foster, Hal, ed (1983). The anti-aesthetic : essays on postmodern culture. Bay Press 〔『反美学: ポストモダンの諸相』 室井尚, 吉岡洋 (翻訳) – 勁草書房, 1987/4/30〕
- Recodings: Art, Spectacle, Cultural Politics, 1985. Bay Press.
- Foster, Hal, ed (1988). Vision and visuality. The New Press 〔『視覚論』 (平凡社ライブラリー) 榑沼範久 (翻訳) – 平凡社, 2007/4/9〕
- Foster, Hal, ed (1988). Discussions in contemporary culture. The New Press
- Compulsive Beauty, 1995. MIT Press.
- The Return of the Real: The Avant-Garde at the End of the Century, 1996. MIT Press.
- Design and Crime (And Other Diatribes), 2002. 2nd. ed, 2011. Verso Books. 〔『デザインと犯罪』 五十嵐光二 (翻訳) – 平凡社, 2011/7/2〕
- Art Since 1900: Modernism, Anti-Modernism, Postmodernism, 2005. With Rosalind Krauss, Yve-Alain Bois, and Benjamin Buchloh. Thames & Hudson.　〔『ART SINCE 1900:図鑑 1900年以後の芸術』 編集委員：尾崎信一郎, 金井直, 小西信之, 近藤学 – 東京書籍, 2019/6/5〕
- Pop (Themes & Movements), 2006. With Mark Francis. Phaidon Press.
- Prosthetic Gods, 2006. MIT Press.
- The Art-Architecture Complex, 2011. Verso Books. 〔『アート×建築複合態』 瀧本雅志 (翻訳) – 鹿島出版会, 2014/5/14〕
- The First Pop Age: Painting and Subjectivity in the Art of Hamilton, Lichtenstein, Warhol, Richter, and Ruscha, 2011. Princeton University Press. 〔『第一ポップ時代: ハミルトン、リクテンスタイン、ウォーホール、リヒター、ルシェー、あるいはポップアートをめぐる五つのイメージ』 中野勉 (翻訳) – 河出書房新社, 2014/4/22〕
- Bad New Days: Art, Criticism, Emergency, 2015. Verso Books.
- What Comes after Farce? Art and Criticism at a Time of Debacle, 2020. Verso Books.
- Brutal Aesthetics, 2020. Princeton University Press.